# Epidendrum pseudoglobiflorum
Epidendrum pseudoglobiflorum là một loài thực vật có hoa trong họ Lan. Loài này được Hágsater & Dodson mô tả khoa học đầu tiên năm 2004.